# Attributi di Dio
Alcune religioni, come l'Ebraismo e il cristianesimo, sostengono che Dio si sia rivelato nelle sacre scritture attraverso i suoi nomi e attraverso i suoi attributi, cioè nelle perfezioni della sua essenza.
La teologia cristiana distingue fra "attributi incomunicabili", cioè caratteristiche dell'essenza di Dio che gli appartengono in modo esclusivo, e "attributi comunicabili", cioè quelle sue caratteristiche che Dio ha comunicato all'uomo – che la teologia ebraico-cristiana ritiene creato a sua immagine e somiglianza.

## Attributi incomunicabili
Gli attributi incomunicabili di Dio sono quelle caratteristiche della sua essenza che possiede in modo esclusivo: segnano l'assoluta distinzione fra Dio e le proprie creature.

### Indipendenza
L'indipendenza di Dio è quella caratteristica per la quale egli non dipende, per il suo esistere, da alcunché si trovi fuori da sé stesso, esterno a lui. Dio non deve la sua esistenza a niente ed a nessuno. Egli è indipendente nelle sue virtù ed azioni e fa sì che ogni sua creatura dipenda da lui.
Perché come il Padre ha vita in sé stesso, così ha dato anche al Figlio di avere vita in sé stesso Giovanni 5:26; Cfr. anche: Salmo 33:11; Salmo  115:3; Isaia  40:18 ss; Daniele  4:35; Romani  11:33-36; Atti  17:25; Apocalisse 4:11.

### Immutabilità
L'immutabilità di Dio è quella caratteristica per la quale egli, nel suo essere divino e nelle sue perfezioni, come pure nei suoi propositi e promesse, non è soggetto a cambiamento o mutazione alcuna. Questo non vuol dire, però, che non vi sia alcuna forma di movimento in Dio, difatti la Bibbia parla del suo andare e venire, del suo nascondersi e rivelarsi.
Quando la Bibbia afferma che, in certe occasioni, Dio si sia "pentito" di qualcosa, si tratta solo di un antropomorfismo, di un modo umano di esprimersi.
Poiché io, il Signore, non cambio; perciò voi, o figli di Giacobbe, non siete ancora consumati (Malachia  3:6); Ogni cosa buona e ogni dono perfetto vengono dall'alto e discendono dal Padre degli astri luminosi presso il quale non c'è variazione né ombra di mutamento (Giacomo  1:17); cfr. Numeri  23:19; Salmo  33:11; 102:27; Ebrei  6:17.

### Infinità
L'infinità di Dio è quella caratteristica per la quale egli non è soggetto a limitazione alcuna. Per "infinità" si possono intendere diverse cose.
In rapporto al suo essere, può essere chiamata assoluta perfezione.
La sua conoscenza, sapienza, bontà, amore, giustizia e santità non hanno limiti (Giobbe  11:7-10; Salmo  145:3).
In rapporto al tempo, la sua infinità si manifesta come eternità, ovvero la sua durata senza fine. Egli si trova al di sopra del tempo e quindi non è soggetto alle sue limitazioni. Per Dio vi è solo un presente eterno, nessun passato e nessun futuro.
Prima che i monti fossero nati e che tu avessi formato la terra e l'universo, anzi, da eternità in eternità, tu sei Dio. (...) Ma tu sei sempre lo stesso e i tuoi anni non avranno mai fine (Salmo  90:2; 102:27).
In rapporto allo spazio, l'infinità si manifesta come immensità. La teologia ebraico-cristiana ritiene che Dio sia presente in ogni luogo, dimori in tutte le sue creature e riempia ogni punto dello spazio, per cui Dio non è limitato dallo spazio ma è onnipresente.
Dove potrei andarmene lontano dal tuo Spirito, dove fuggirò dalla tua presenza? Se salgo in cielo tu vi sei; se scendo nel soggiorno dei morti, eccoti là. Se prendo le ali dell'alba e vado ad abitare all'estremità del mare, anche là mi condurrà la tua mano e mi afferrerà la tua destra (Salmo  139:7-10); Sono io soltanto un Dio da vicino», dice il Signore, «e non un Dio da lontano? Potrebbe uno nascondersi in luogo occulto in modo che io non lo veda?» dice il Signore. «Io non riempio forse il cielo e la terra?» dice il Signore (Geremia  23:23,24); 1 Re  8:27; Isaia  66:1; Geremia 23:23,24; Atti  17:27,28.

### Semplicità
La semplicità di Dio è quella sua caratteristica per la quale non è composto di varie parti, come nell'essere umano anima e corpo. Per questa stessa ragione Dio non è soggetto a divisione. Le tre persone della Trinità non sono le "parti" di cui egli è composto, è presente bensì l'intero essere di Dio in ciascuna delle persone: da questo la teologia cristiana deduce che Dio e i suoi attributi siano uno, e che egli sia vita, luce, amore, giustizia, verità e così via.
La Summa Theologiae afferma:
(ST, I, 3,7)

### Onnipotenza
Poiché Dio è con la sua essenza causa prima efficiente (v. Seconda via e Actus essendi) dell'esistenza di tutti gli altri esseri, Egli è anche onnipotente.

### Onniscienza
L'intellezione (l'atto più che la nera facoltà intellettuale) di Dio è l'essenza divina, l'essere di Dio e Dio stesso (SCG I, 45), Dio conosce se stesso con una perfezione ASSOLUTA (SCG I, 47). In sé stesso conosce le idee di tutte le cose, poiché tutto è stato creato da lui, e "conosce tutto ciò che in esse, sia di universale che di particolare" (SCG I, 47).

## Attributi comunicabili
Gli attributi comunicabili di Dio sono quelle caratteristiche che trovano una qualche somiglianza nella creatura umana. Quello che, però, è possibile trovare nell'essere umano è limitato ed imperfetto, mentre in Dio queste caratteristiche sono illimitate e perfette.

### Unità
(ST, I, 11,3)

### Conoscenza
La conoscenza è la facoltà perfetta di Dio per la quale egli conosce, da sé, sé stesso ed ogni cosa possibile ed attuale (ovvero legata agli atti eseguiti dagli uomini compiuti nella propria vita terrena). Dio ha questa conoscenza, sempre completa e presente, in sé stesso e non l'ottiene dall'esterno. Per il fatto che questa conoscenza copre ogni cosa, la si denomina onniscienza. Egli conosce tutte le cose, passate, presenti e future, non solo quelle che hanno esistenza reale, ma anche quelle che sono semplicemente possibili.
Signore, tu sai ogni cosa (Giovanni  21:17); E non v'è nessuna creatura che possa nascondersi davanti a lui; ma tutte le cose sono nude e scoperte davanti agli occhi di colui al quale dobbiamo render conto (Ebrei  4:13); cfr. 1 Re  8:29; Salmo  139:1-16; Isaia  46:10; Ezechiele  11:5; Atti  15:18.

### Sapienza
Quando Dio si prefigge di realizzare determinati obiettivi essi sono scelti sempre con sapienza, come altrettanto sapienti sono le scelte che egli compie relativamente ai mezzi atti a conseguire quegli obiettivi. Il fine ultimo per cui Dio compie ogni cosa è sempre la propria gloria che comprenda la salvezza e beatitudine delle creature umane.
Quanto son numerose le tue opere, Signore! Tu le hai fatte tutte con sapienza; la terra è piena delle tue ricchezze (Salmo  104:24); Sia benedetto eternamente il nome di Dio perché a lui appartengono la saggezza e la forza. Egli alterna i tempi e le stagioni; depone i re e li innalza, dà la saggezza ai saggi e il sapere agli intelligenti (Daniele  2:20,21); cfr. Romani  11:33; 1 Corinzi  2:7; Efesini  1:6,12,14; Colossesi  1:16.

### Verità
La conoscenza umana procede per via di composizione e di divisione nell'albero delle idee, mentre l'intelligenza umana si conforma alla realtà ad essa esterne (adeguamento dell'intelletto e della cosa). Invece, in Dio l'essenza (che ricomprende tutte le cose create nel loro sommo grado di perfezione) coincide con l'intelletto e la volontà senza la necessità di alcun adeguamento graduale e progressivo:
(Summa contra Gentiles I, 61)
(SCG, I, 62)

### Bontà
La bontà di Dio è quella perfezione che lo spinge a trattare con gentilezza e generosità tutte le sue creature. Dio è buono, cioè perfettamente santo in sé stesso. Per bontà divina, però, qui si intende nella sua disposizione a fare del bene.
Poiché tu, o Signore, sei buono, pronto a perdonare, e misericordioso verso quanti t'invocano. (...) Celebrate il Signore, poiché è buono, perché la sua bontà dura in eterno (Salmo  86:5; 118:29). Cfr. Salmo  33:6; 104:21; 145:8,9,16; Matteo  5:45; Atti  14:17.
Gli enti partecipano la bontà di Dio, che è essere e Sommo Bene per essenza:
(ST I, 6,4)

### Amore, grazia, misericordia, longanimità
Questo è l'attributo che si considera di solito centrale in Dio, ma non è più centrale delle altre perfezioni di Dio. Grazie a questo amore, egli si rallegra delle proprie perfezioni e nell'essere umano come riflesso della sua immagine.
L'amore di Dio può essere considerato da diversi punti di vista. La sua grazia è l'amore immeritato di Dio che si rivela nel perdono del peccato: Efesini  1:6,7; Tito  2:11.
Quell'amore che solleva dalla condizione miserevole che è la conseguenza del peccato è chiamato "misericordia" o "tenera compassione": Luca  1:54,72,78; Romani  15:9; 9:16,18; Efesini  2:4.
Quando poi Dio sopporta il peccatore che non presta ascolto alle istruzioni ed agli ammonimenti di Dio, è chiamato "longanimità" o "tolleranza" Romani 2:4; 9:22; 1 Pietro  3:20; 2 Pietro  3:15.
Perché Dio ha tanto amato il mondo, che ha dato il suo unigenito Figlio, affinché chiunque crede in lui non perisca, ma abbia vita eterna (Giovanni  3:16); Chi non ama non ha conosciuto Dio, perché Dio è amore (1 Giovanni  4:8).

#### Sommo Bene
Dio ama se stesso perché il bene è l'oggetto di ogni volontà (ST III,3; v. Quinta via) e Dio è il Sommo Bene:
(Summa contra Gentiles I, 74)
Proprio perché vuole se stesso, vuole anche le altre cose perché "sono ordinate a lui come al loro fine" (SCG I, 75).
Dio ha il libero arbitrio e ha scelto liberamente di creare e poi di amare anche le sue creature:
(SCG I, 82)
(SCG I, 91)

### Santità
La santità di Dio è quella perfezione divina per la quale egli si differenzia assolutamente da tutte le sue creature ed è esaltato su di loro in maestà infinita (Esodo  15:11; Isaia  57:15). Essa indica pure che Dio è esente da ogni impurità morale o peccato e quindi è moralmente perfetto. In presenza di Dio, l'essere umano è particolarmente consapevole del suo peccato (Giobbe  34:10; Isaia  6:5; Abacuc  1:13).
Chi è pari a te fra gli dèi, o Signore? Chi è pari a te, splendido nella tua santità, tremendo anche a chi ti loda, operatore di prodigi? (Esodo 15:11); L'uno gridava all'altro e diceva: «Santo, santo, santo è il Signore degli eserciti! Tutta la terra è piena della sua gloria! (Isaia 6:3).

### Giustizia
La giustizia di Dio è quella perfezione mediante la quale egli preserva sé stesso come il Dio tre volte santo nei confronti di ogni violazione della sua santità. È in virtù della sua giustizia che Dio conserva un governo morale nel mondo ed impone una giusta legge sull'essere umano, premiando l'ubbidienza e castigando la disubbidienza. Salmo  99:4; Isaia  33:22; Romani  1:32.
La giustizia di Dio che si manifesta nel ricompensare si chiama la sua giustizia rimunerativa; e quella che si rivela nel comminare castighi si chiama la sua Giustizia retributiva. La prima è espressione del suo amore, la seconda della sua ira.
Giustizia e diritto sono la base del tuo trono, bontà e verità emanano dal tuo volto. (...) Il Signore è giusto in tutte le sue vie e benevolo in tutte le sue opere (Salmo  89:14; 145:17); E se invocate come Padre colui che giudica senza favoritismi, secondo l'opera di ciascuno, comportatevi con timore durante il tempo del vostro soggiorno terreno 1 Pietro  1:17).

### Veracità
La veracità di Dio - si sostiene nelle Sacre Scritture - è quella sua perfezione in virtù della quale egli è veridico nel suo essere interiore, nella sua rivelazione e nei suoi rapporti con il suo popolo. Egli è il vero Dio in contrapposizione agli idoli, conosce le cose come veramente sono, ed è fedele nell'adempimento di tutte le sue promesse (Numeri 23:19; 1 Corinzi  1:9; 2 Timoteo  2:13; Ebrei 10:23).
Dio non è un uomo, da poter mentire, né un figlio d'uomo, da doversi pentire. Quando ha detto una cosa non la farà? O quando ha parlato non manterrà la parola? (Numeri 23:19); se lo rinnegheremo anch'egli ci rinnegherà; se siamo infedeli, egli rimane fedele, perché non può rinnegare sé stesso (2 Timoteo 2:13).

### Sovranità
La sovranità di Dio può essere considerata da due punti di vista: la sua volontà sovrana e il suo sovrano potere. La volontà di Dio è rappresentata nella Bibbia come la causa ultima di ogni cosa (Efesini  1:11; Apocalisse  4:11).
Sulla base di Deuteronomio 29:29 si usa fare una distinzione fra la volontà occulta di Dio e la volontà rivelata di Dio: "Le cose occulte appartengono al Signore nostro Dio, ma le cose rivelate sono per noi e per i nostri figli per sempre, perché mettiamo in pratica tutte le parole di questa legge". La volontà occulta di Dio è la prescrizione del divino decreto, nascosto in Dio e che può essere conosciuto solo dai suoi effetti. La seconda è quella sua volontà prescrittiva che è rivelata nella Legge e nell'Evangelo.
La volontà di Dio al riguardo delle sue creature è assolutamente libera (Giobbe  10:11; 33:13; Salmo  115:3; Proverbi  21:1; Matteo  20:15; Romani  9:15-18; Apocalisse 4:11).
Anche le opere peccaminose dell'essere umano sono sotto il controllo della sua volontà sovrana (Genesi  50:20; Atti 2:23).
Il potere di eseguire la sua volontà è chiamata la sua "onnipotenza". Che Dio sia onnipotente non significa che possa fare tutto. Secondo la Bibbia ci sono certe cose che Dio non può fare. Egli non può mentire, peccare, rinnegare sé stesso (Numeri 23:19; 1 Samuele  15:29; 2 Timoteo  2:13; Ebrei 6:18; Giacomo 1:13-17). Significa che Dio può, col semplice esercizio della sua volontà, realizzare ciò che ha deciso, e che, se lo desidera, può fare persino più di quello (Genesi  18:14; Geremia 32:27; Zaccaria  8:6; Matteo  3:9; 26:53).
In lui siamo anche stati fatti eredi, essendo stati predestinati secondo il proposito di colui che compie ogni cosa secondo la decisione della propria volontà (Efesini  1:11); Tu sei degno, o Signore e Dio nostro, di ricevere la gloria, l'onore e la potenza: perché tu hai creato tutte le cose, e per tua volontà furono create ed esistono (Apocalisse 4:11).